# Guy av Lusignan
Guy av Lusignan (även Guido), född mellan 1150 och 1160 i Poitou, död 18 juli 1194 i Nicosia, Cypern, var kung av Jerusalem (1186-1192) och Cypern (1192-1194).

## Biografi
Guy av Lusignan tillhörde en gammal förnäm familj i Poitou (se huset Lusignan). Driven av äventyrslystnad kom han till Heliga landet. Där gifte han sig med den spetälske kung Balduin IV:s av Jerusalem syster änkemarkgrevinnan Sibylla av Monferrato, varigenom han 1186 blev kung av Jerusalem, sedan Guys styvson Balduin av Monferrato vid unga år avlidit. 
Det krig som kort efter Guys tronbestigning utbröt med Saladin, sultan av Egypten och Syrien, ledde till slaget vid Hattin (nära Tiberias) 1187, där Guy blev tillfångatagen. Saladin intog därefter Jerusalem och de flesta fasta platser som de kristna då innehade. Guy blev emellertid snart åter frigiven och försökte inta Akko för att därifrån åter erövra sitt rike. Då emellertid hans gemål avled (1189), sökte markgreve Konrad av Monferrato undantränga honom från kronan. Kampen dem emellan blev ett led i den stora motsättningen mellan Rikard Lejonhjärta och Filip II August under det tredje korståget, i det Guy slöt sig till den förre, hans motståndare till den senare. 
1192 löstes striden så att Guy avträdde sitt rike till Henrik av Champagne varemot han till ersättning av Rikard erhöll Cypern som kungadöme. Guy avled redan 1194.